# 佛朗哥·南奇
佛朗哥·南奇（義大利語：Franco Nenci，1935年1月25日—2020年5月15日），意大利男子拳击运动员。他曾代表意大利参加1956年夏季奥林匹克运动会拳击比赛，获得男子轻沉量级银牌。